# Novi grad Nanhui
Novi grad Nanhui (kin. 南汇新城; pinyin: Nanhui Xincheng) je kineski planirani grad smješten u Pudongu, tzv. specijalnoj gospodarskoj zoni Šangaja. Grad se prije zvao Lingang New City (kin. 临港新城) ali je u travnju 2012. godine preimenovan u Novi grad Nanhui.

## Povijest
Izgradnja novog grada je započela 2003. a cijeli projekt se namjerava dovršiti 2020. Za potrebe gradnje jedan dio prostora je iskrčen od mora.
Novi grad Nanhui je smješten na vrhu poluotoka između ušća rijeka Jangce i Qiantang u zaljevu Hangzhou. Udaljen je oko 60 km jugoistočno od centra Šangaja. Projekt o njegovoj gradnji započeo je 2002. godine zbog ogromnog industrijskog i populacijskog rasta Šangaja. Područje zaljeva Hangzhou ima veliku dubinu te se kraj njega nalazi kontejnerska luka Yangshan koja je povezana s 14 drugih međunarodnih luka.
Industrija grada bit će koncentrirana na farmaceutsku, kozmetičku, kemijsku i automobilsku te na energetiku i logistiku.
Prije početka gradnje grada postavljeni su međunarodni standardi u pogledu kvalitete gradnje, urbanog identiteta, zaštite okoliša i svakodnevne funkcionalnosti. Za njegov dizajn angažirana je njemačka arhitektonska tvrtka Gerkan, Marg und Partner. Prihvaćen je njihov dizajn temeljen na metafori "pada kapljice u vodu" u kojem se valovi na vodi šire u koncentričnim krugovima.
Na početku je grad bio namijenjen za 300.000 ljudi ali je redizajnom projekta on proširen na 800.000 stanovnika. Zbog toga je i površina grada s planiranih 277,66 km povećana na 453,26 km.

## Vanjske poveznice
- Horst Werkle - Bauen in China
- SHANGHAI HARBOUR CITY (LINGANG CITY)